# 해리 윙크스
해리 빌리 윙크스(영어: Harry Billy Winks, 1996년 2월 2일 ~ )은 잉글랜드의 축구 선수이다. 포지션은 미드필더이다. 현재 레스터 시티에서 활약하고 있다.

## 기록

### 대회 기록
토트넘 홋스퍼 FC (2014~2023)
- EFL컵 준우승 : 2014-15, 2020-21
- UEFA 챔피언스리그 준우승 : 2018-19